# Aussichtsturm Hörnli (Cholfirst)
Der Hörnliturm ist ein 12,5 Meter hoher Aussichtsturm auf dem Cholfirst in der Gemeinde Laufen-Uhwiesen in der Schweiz.
Über 55 Treppenstufen erreicht man die Aussichtsplattform in 9,5 Meter Höhe. Sie besitzt eine Panoramatafel mit den Namen und Zeichnungen der vom Hörnli aus sichtbaren Bergen.
Der Aussichtsturm gewährt einen Blick Richtung Süden. Zu sehen sind diverse Gipfel vom Säntis bis zum Hohgant in den Berner Alpen.

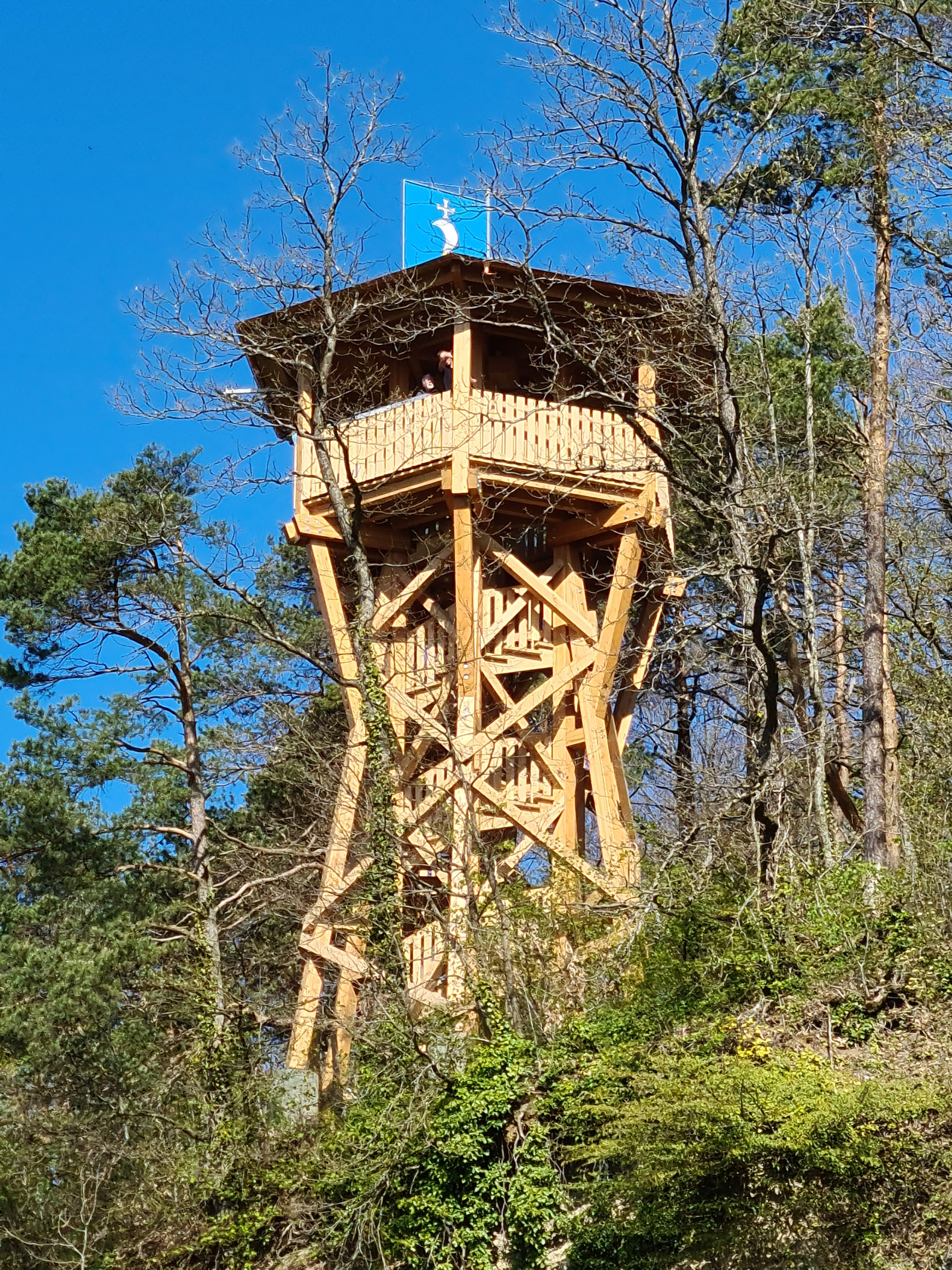
Aussichtsturm Hörnli
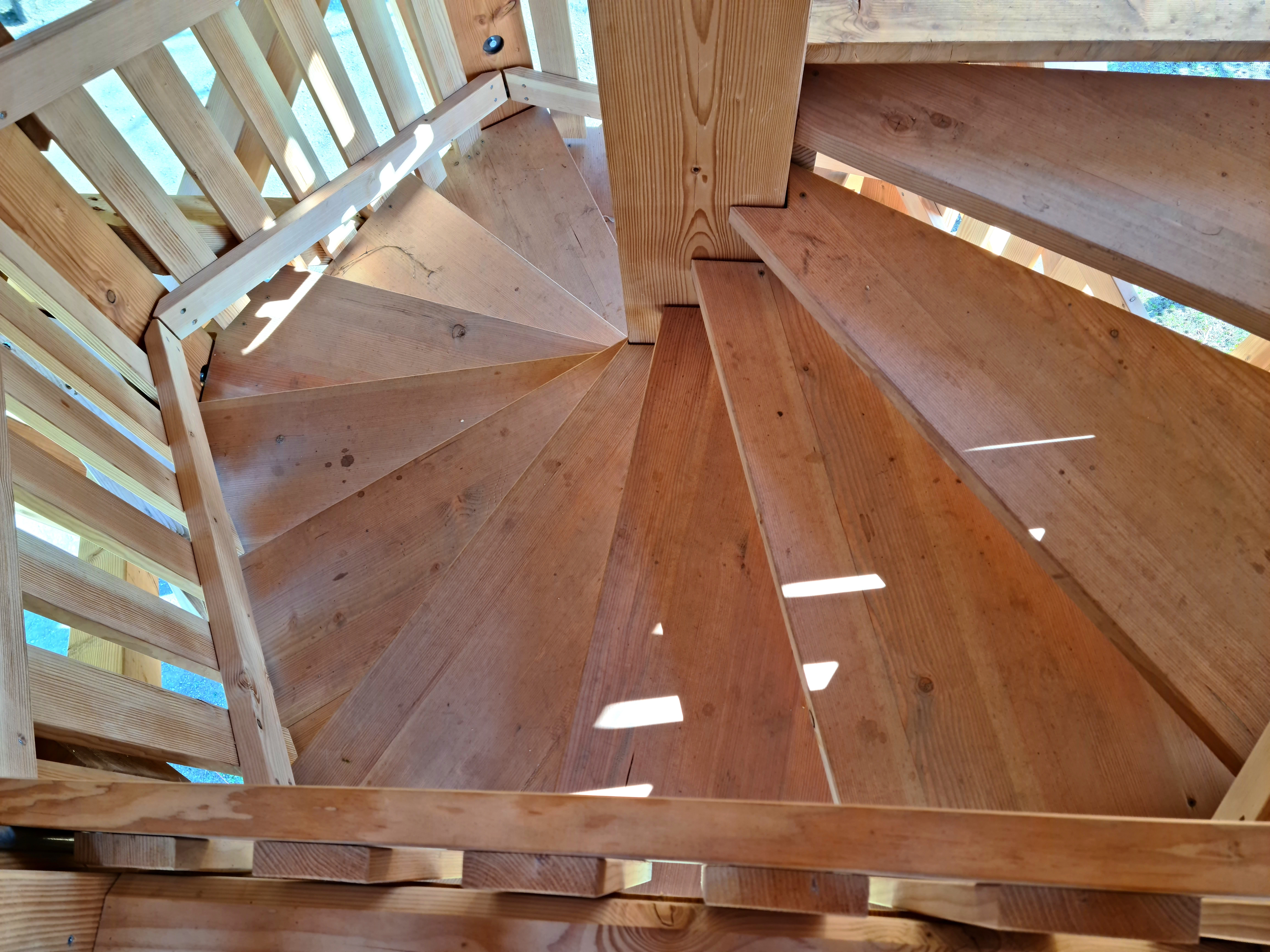
Treppen
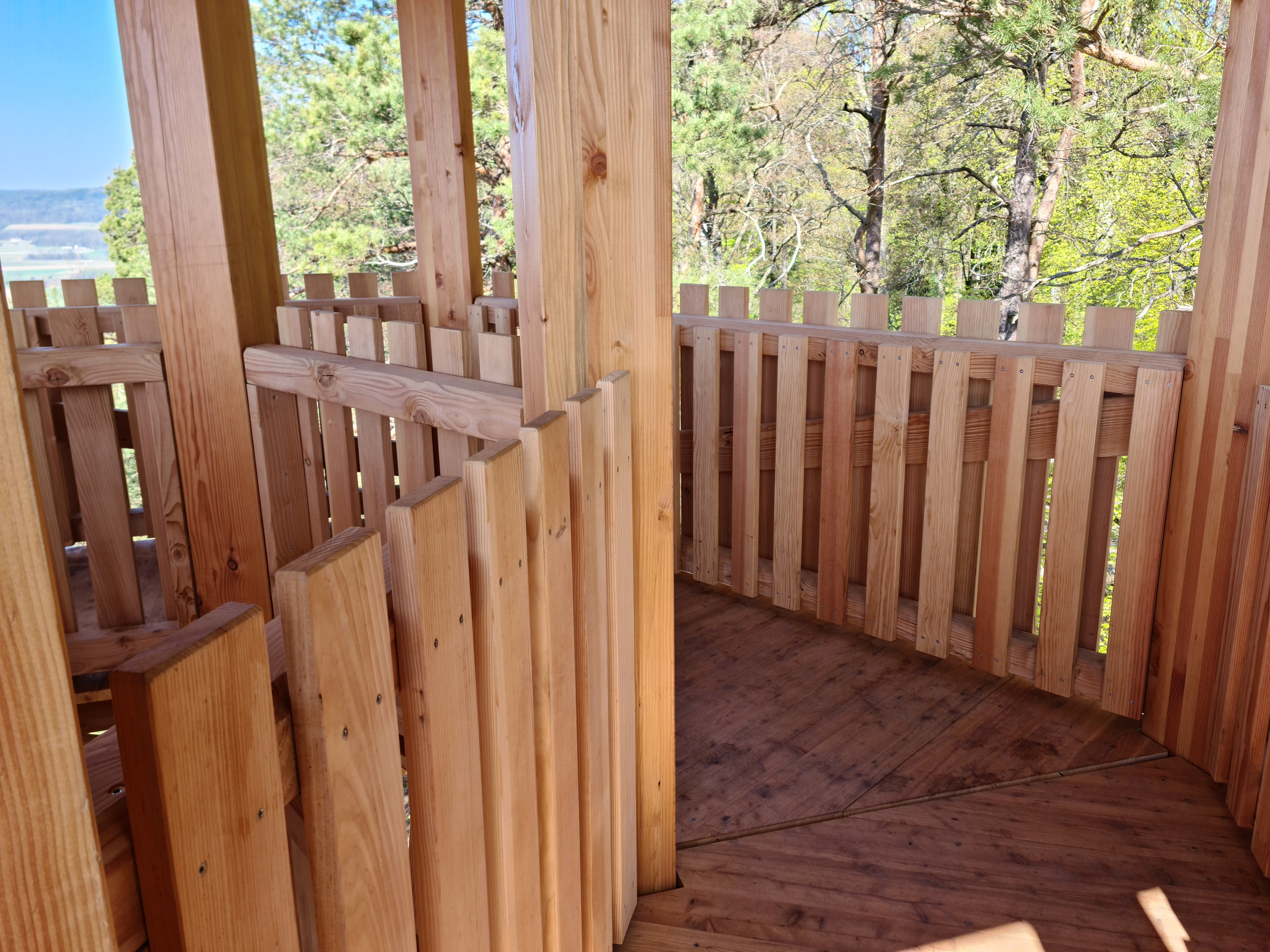
Aussichtsplattform
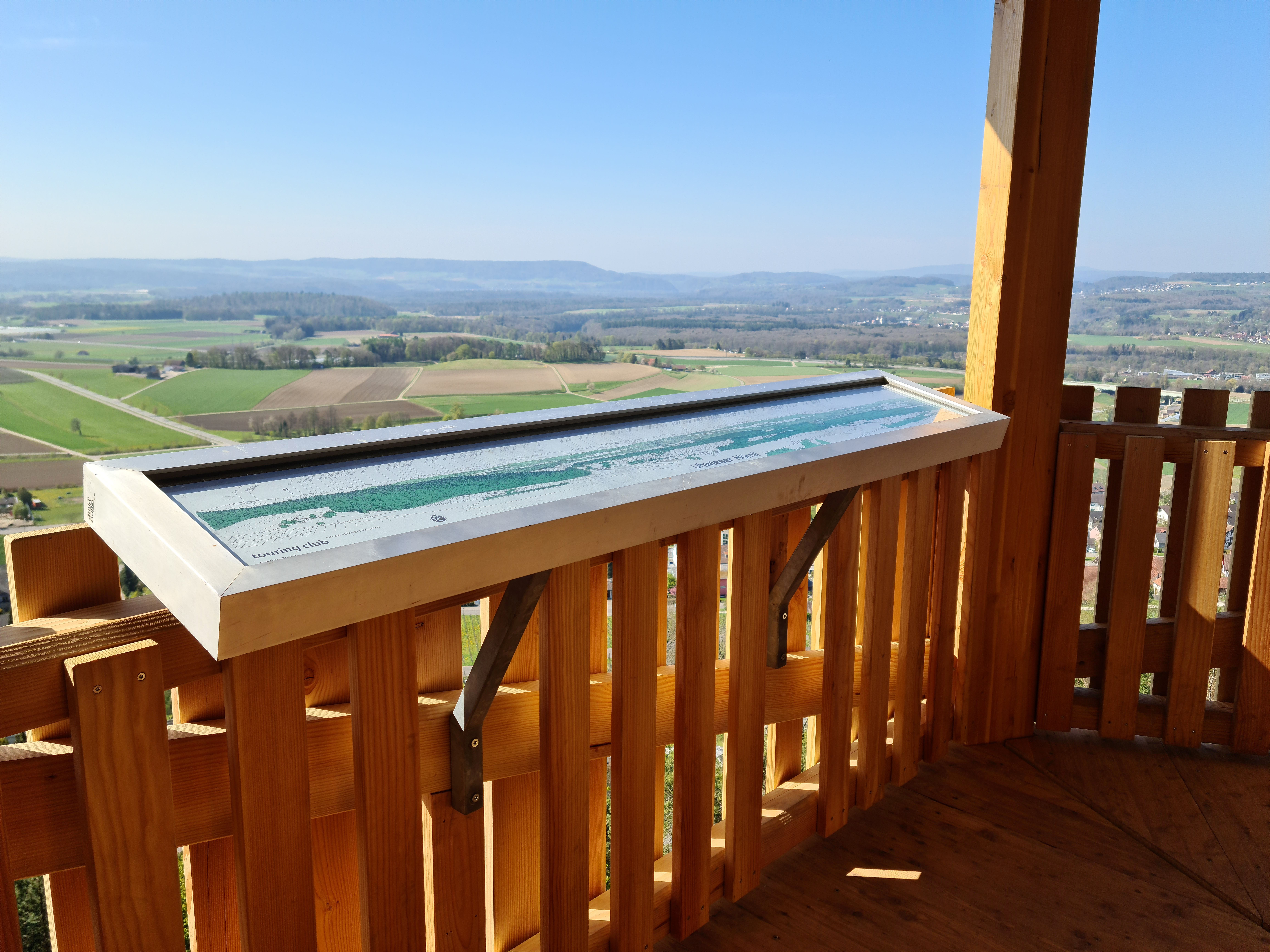
Panoramatafel

## Rund um den Turm
Neben dem Turm befindet sich ein Spielplatz und Feuerstellen.
Von Uhwiesen führt ein Waldweg in ca. 10 Minuten zum Turm.

## Geschichte
Von 1996 bis 2020 stand an gleicher Stelle ein Holzturm ohne Überdachung. Er durfte ab 2020 aufgrund statischer Probleme nicht mehr betreten werden.

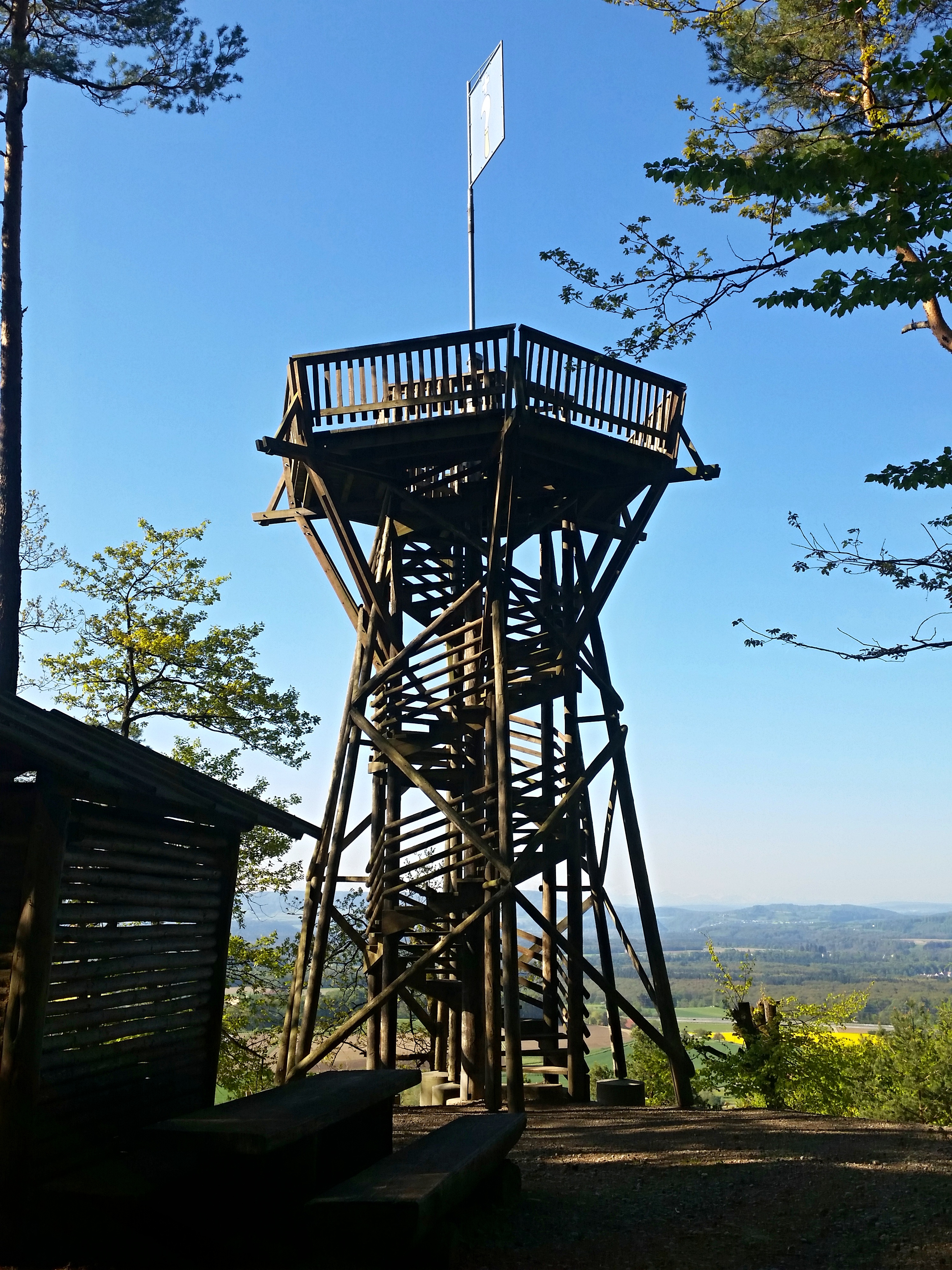
Alter Hörnliturm bis 2020